# Estômago
Pour plus de détails, voir Fiche technique et Distribution.
Estômago est un film italo-brésilien réalisé par Marcos Jorge (pt), sorti en 2007.
En novembre 2015, le film est inclus dans la liste établie par l'Association brésilienne des critiques de cinéma (Abraccine) des 100 meilleurs films brésiliens de tous les temps.

## Synopsis
Le film montre en parallèle deux périodes de la vie de Raimundo Nonato : une période montrant sa carrière de cuisinier, l'autre en tant que prisonnier dans une cellule d'une dizaine de détenus. Petit à petit le film éclaircit le fait que la prison est la période la plus récente. Le spectateur se demande alors comment Raimundo - qui paraît au début un peu simplet - termine en prison.

## Fiche technique
- Titre : Estômago
- Réalisation : Marcos Jorge (pt)
- Scénario : Cláudia da Natividade, Fabrizio Donvito, Marcos Jorge (pt) et Lusa Silvestre
- Production : Marco Cohen, Cláudia da Natividade et Fabrizio Donvito
- Musique originale : Giovanni Venosta
- Photographie : Toca Seabra
- Montage : Luca Alverdi
- Costumes : Marisol Urban Grossi
- Sociétés de production : Zencrane Filmes - Indiana Production Company
- Pays d'origine :  Brésil |  Italie
- Langue originale : portugais
- Dates de sortie : 
  -  Brésil : 26 septembre 2007 (Festival international du film de Rio de Janeiro) ; 11 avril 2008 (sortie nationale)
  -  Italie : 23 octobre 2008 (Festival du film de Rome)
  -  France : 19 mai 2010

## Distribution
- João Miguel : Nonato
- Fabiula Nascimento : Íria
- Babu Santana : Bujiú
- Carlo Briani : Giovanni
- Zeca Cenovicz : Zulmiro
- Paulo Miklos : Etectera
- Jean Pierre Noher : Duque
- Andrea Fumagalli : Francesco

## Récompenses et distinctions

### Récompenses
- Grande Prêmio do Cinema Brasileiro 2009 : meilleur film
- Festival international du film de Valladolid 2008 : Espiga de Oro